# Sonwabo Eddie Funde
Sonwabo Edwin „Eddie“ Funde (* 1943 im späteren Soweto; † 22. Mai 2018) war ein südafrikanischer Anti-Apartheid-Aktivist und Diplomat.

## Leben
Im Alter von 20 Jahren trat er dem African National Congress (ANC) bei. Bereits 1965 musste er Südafrika verlassen und ging nach Lusaka in Sambia ins Exil. 1975 erwarb er im sowjetischen Leningrad einen Abschluss als Elektroingenieur. Für den ANC arbeitete er in Schweden und später in Daressalam in Tansania in der Organisation des ANC-Stipendienprogramms für junge Südafrikaner. Er kehrte dann als Leiter der ANC-Jugendabteilung zurück nach Sambia.
Im Jahr 1983 trat er in den diplomatischen Dienst des ANC ein, der ihn zum Vertreter für Australasien und die Pazifik-Region bestimmte. Kurz vor Weihnachten 1983 reiste er in dieser Funktion nach Australien, ohne dass er zunächst über eine Wohnung, Büro oder Geld verfügte. Seine Frau Nosizwe kam ebenfalls nach Australien und arbeitete als Ingenieurin bei der Wasserversorgung von Neusüdwales. Mit Unterstützung australischer Gewerkschaften, insbesondere der Building Workers Industrial Union, gelang es ihm, ein Büro in der Trades Hall in Sydney zu eröffnen. Er baute in Australien und Neuseeland ein Netzwerk von Aktivisten gegen die Apartheid auf und war ein wichtiger Lobbyist für den Kampf gegen die Apartheid und die Apartheidsregierung Südafrikas. Mit Funde eng verbunden war der Ausbau des ANC-Unterstützungskomitees unter Vorsitz von Cliff Dolan und Helen McCue. In dieser Zeit besuchten auch viele hochrangige ANC-Repräsentanten Sydney, darunter der Außenbeauftragte Johnny Makatini, ANC-Präsident Oliver Tambo, Schatzmeister Thomas Nkobi, der spätere Sportminister Steve Tshwete, Thabo Mbeki sowie Gertrude Shope, die damalige Vorsitzende der ANC Women’s League. Nach der Entlassung Nelson Mandelas aus der südafrikanischen Haft besuchten auch Mandela, Walter Sisulu und Albertina Sisulu Australien. Das Komitee organisierte Schulungen für viele Personen, die später in Südafrika wichtige Positionen einnahmen. Darüber hinaus wurden kulturelle Veranstaltungen organisiert und Unterstützung für aus Südafrika Verbannte in Afrika und später für Südafrika selbst geleistet. Unter Fundes Wirken entstand 1988 die australische Nelson-Mandela-Stiftung, deren Schirmherren der damalige Ministerpräsident Bob Hawke und sein Amtsvorgänger Malcolm Fraser waren.
In den 1980er Jahren wurden Schüsse durch die vorderen Fenster seines Hauses in Burwood abgegeben, wobei er und seine Familie nur knapp verfehlt wurden. Der Täter konnte gefasst werden und kam in Haft. Das Haus stand zeitweise unter Polizeischutz.
Nach dem Ende der Apartheid in Südafrika verließ er 1992 Australien und zog nach Johannesburg. Dort übernahm er 2004 den Vorsitz der South African Broadcasting Corporation und hatte weitere Führungsaufgaben in Südafrika inne.
Im Jahr 2008 wurde er südafrikanischer Botschafter in Deutschland. Dort erlitt er einen Unfall, durch den er Tetraplegiker wurde. Er kehrte zurück nach Südafrika und engagierte sich dort weiter politisch und in der Entwicklungsarbeit.
Er verstarb plötzlich im Alter von 75 Jahren an einem Herzstillstand und hinterließ seine Ehefrau Nosizwe sowie zwei Kinder.